# Strychnos nux-vomica
El matacà (Strychnos nux-vomica del grec strychnos, amarg, aspre; i del llatí nux vomica, nou verinosa; també coneguda com a nou vòmica o nou de Sant Ignasi en català) és un arbre de la família de les loganiàcies present a l'Àsia tropical, especialment en països com l'Índia i Myanmar; però també en menor proporció en d'altres com la Xina, Tailàndia, i també present a la regió nord australiana. Tanmateix, aquesta no es pot trobar al Principat. Acostuma a desenvolupar-se preferentment en sòls rics en humus, ben drenats, assolellats, i amb temperatures majors als 15 °C.

## Morfologia
El matacà és un arbre de cicle perenne, i de mida mitjana, que pot arribar a mesurar uns 15 metres. Presenta un tronc esquerdat, curt i gruixut, amb moltes branques en disposició irregular i amb una escorça de color gris cendra. La fusta que produeix és blanca i molt dura amb vetes molt estretes. A més, té un sabor extremadament amarg. Els seus brots són de color verd intens i brillant. La seva ramificació és simpòdica. Pel que fa a les fulles, són simples i presenten forma ovada, amb l'àpex mucronat, la base atenuada i el marge crenat. Se situen de dues en dues en posició oposada, s'insereixen al braquiblast mitjançant un pecíol curt i són llustroses i llises per les dues cares. Mesuren 10 cm de llarg i 7,5 d'ample. Conté de 3 a 5 nervacions pennades que no presenten pilositat.
Les flors són petites, pentàmeres, actinomorfes, tubulars i gamopètales de color blanc verdós, formant grups de 3 a 5 en inflorescències en forma de corimbe. Floreixen en èpoques fredes i desprenen una olor semblant a la de Jasminum però molt desagradable. El fruit és una baia de la mida d'una poma gran amb pell llisa però dura que, quan madura, es torna de color ataronjat. La seva polpa és de color blanquinós i de textura viscosa. Conté 5 llavors, en forma de disc, recobertes de pilositats que els donen una brillantor molt característica, molt dures, de gust molt amarg i blanques per l'interior. Presenta un periant diferenciat en calze i corol·la. Amb relació a l'androceu, presenta estams soldats, pràcticament sense filaments inserits a la base de la corol·la i amb les anteres allargades. I referent al gineceu, està format per dos carpels soldats, l'ovari és súper (la planta és hipògina) amb forma arrodonida i presenta molts primordis seminals. L'estil és tan llarg com el tub format per la corol·la i els estigmes capitats.

## Farmacologia
La part utilitzada del matacà són les llavors, que un cop madures, es netegen, s'assequen i es trituren. La fusta també s'utilitza per a guarir febres intermitents i mossegades de serps verinoses.
Es pot presentar en pols (0,06-0,30 g), tintura (1-5 gotes), pastilles i càpsules.
Quant a la composició química, hi trobem els següents components:
- Alcaloides: Estricnina (50%), brucina (50%), alfa i beta igasurina, colubrina, vomicina, novacina, alcaloides secundaris
- Tanins: àcids igasúric (clorogènic) i cafeotànic.
- Glucòsids: Loganina (5%) i loganetina
- Substàncies grasses (4%)
- Sucres
- Aigua
- Sals minerals (3%)

Pel que fa a l'activitat farmacològica, el seu component més important és l'estricnina, la qual s'absorbeix ràpidament a partir del tracte gastrointestinal als llocs d'injecció. És metabolitzada en el sistema microsomal hepàtic, apareixent posteriorment en un 20% en orina. La seva velocitat d'eliminació sol ser tan alta que a vegades dosis letals no han presentat signes de toxicitat.
De la mateixa manera, les propietats medicinals de la nux-vomica venen donades bàsicament per l'Estricnina. S'utilitza especialment en l'aparell digestiu, com ara en casos de dispèpsia atònica, inapetència (el seu gust amarg incrementa la gana), restrenyiment (ja que estimula els moviments peristàltics). Tanmateix, també té efectes sobre el sistema nerviós, com ara combatre alguns tipus de paràlisi i hemiplexia. S'utilitza com a tònic del sistema circulatori en casos de fallades cardíaques. També s'utilitza com a antídot en casos d'intoxicació per cloral (tricloroetanal) i cloroform. A més, l'estricnina també és utilitzada en cirurgia per la seva capacitat d'immobilització de la musculatura.
Tradicionalment, s'ha arribat a utilitzar per tractar cucs intestinals, la ràbia, la histèria, el reumatisme, la gota i com a antídot contra la pesta.
Avui en dia, és estrany que s'utilitzi a nivell medicinal a part de l'homeopatia. En aquest cas, s'utilitza per a malalties del viatger i nàusees amb cefalea, problemes digestius, menstruació dolorosa, ressaca, mareigs matutins, insomni degut a sobrecàrrega mental, astènia, còlic per excés d'ingesta i dolors del part. Cal mencionar que les dilucions homeopàtiques estan fetes de tal manera que pràcticament no contenen res de les llavors originals.
Fent referència a la toxicitat, es pot dir que l'estricnina és verinosa per a l'ésser humà. En dosis de 5 mil·ligrams o més (aproximadament la quantitat present en una sola llavor) pot causar ansietat, inquietud, convulsions doloroses, problemes respiratoris, i fins i tot pot causar la mort per sufocació o esgotament. A més, l'estricnina és eliminada de l'organisme molt lentament per la qual cosa, encara que s'administri a dosis molt baixes, té efecte acumulatiu, podent causar danys al fetge. La brucina és molt semblant a l'estricnina, però és lleugerament menys verinosa. No obstant produeix paràlisi dels nervis motors perifèrics. En cas d'intoxicació d'estricnina, cal prendre un vomitiu fort, fer un rentat d'estómac immediatament i cal administrar permanganat de potassi per tal d'inactivar l'alcaloide. Les convulsions es poden controlar mitjançant l'administració de cloroform o grans dosis de cloral.

## Observacions, història i legislació
El matacà s'utilitza com a ingredient actiu en productes controladors de plagues, en la fabricació d'alguns hams, en alguns verins de rates i certs lubricants. L'inici del seu ús data del 1540, sent Walter Raleigh el primer a introduir-la a Anglaterra cap a l'any 1595, i la Condamine el primer a introduir-la a França cap a l'any 1745, però no va ser fins al s.XVIII que es va popularitzar.
Una dada interessant és el seu poder com a afrodisíac. En la dècada dels 60 fou molt popular als Estats Units un producte denominat Afrodex que contenia estricnina. La utilització de sulfat d'estricnina en dosis d'1,5 mg, combinat amb 12 mg de yohimba i 5 mg de metiltestosterona fou avaluada durant un estudi en 100 pacients amb disfunció erèctil. Acabat l'estudi, el 40% dels pacients van evidenciar una franca millora, i un 15% van reflectir algun grau d'intolerància, manifestada per dispepsia, excitabilitat i mareigs.
Tradicionalment, les tribus indígenes utilitzaven una barreja d'herbes que contenia nux-vomica per a fabricar dards paralitzants, que els permetia caçar els animals sense matar-los. També van ser emprades les llavors del fruit com a moneda de canvi entre les tribus. Avui en dia, la nux-vòmica no està prohibida a Espanya, però la seva comercialització està fortament regulada a causa de la seva toxicitat.

## Imatges

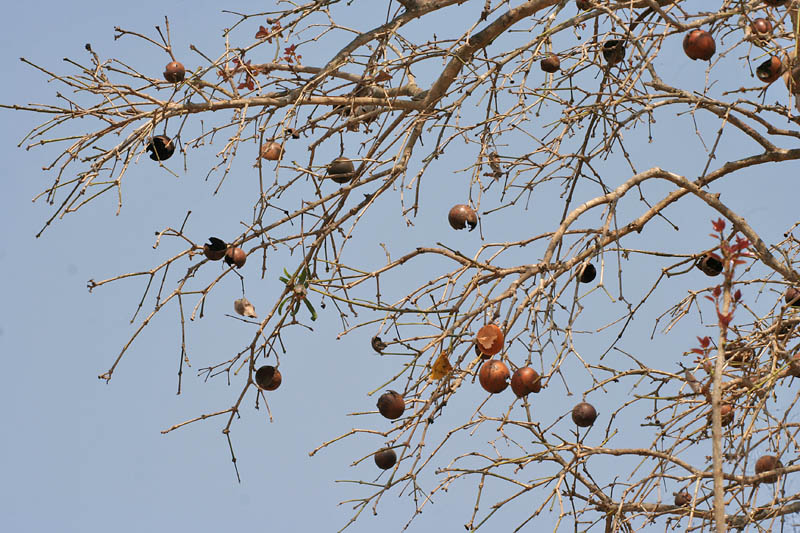
ramificació de l'arbre
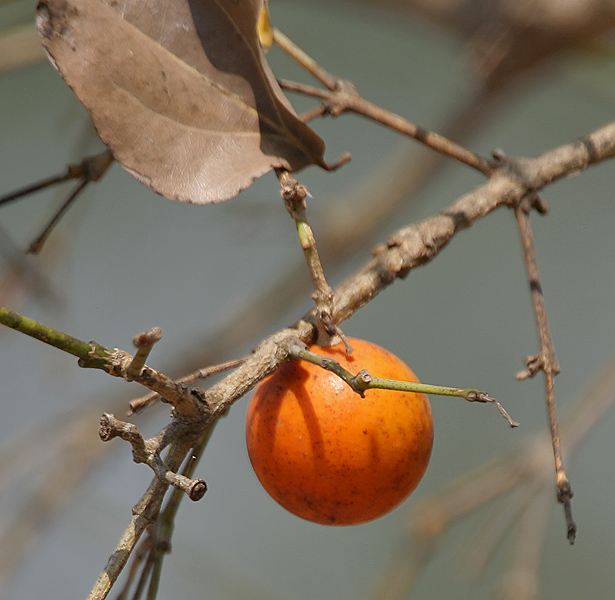
nou vòmica (fruit del matacà)
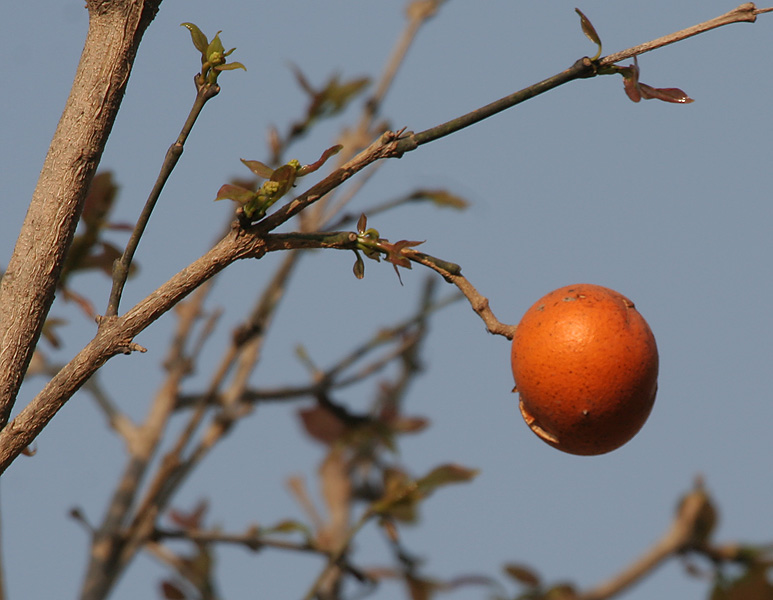
nou vòmica (fruit del matacà)
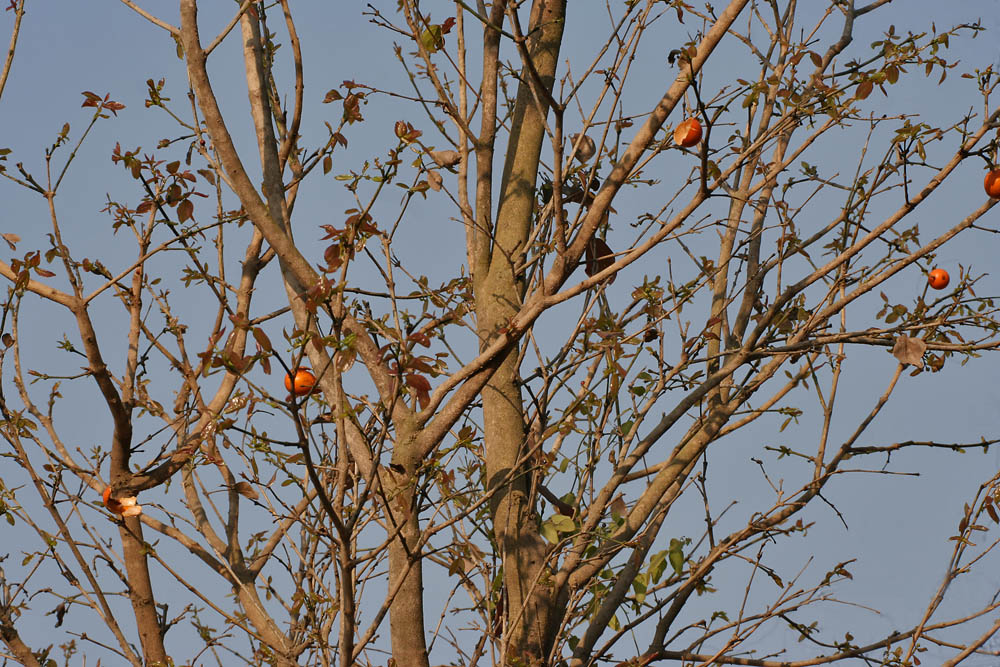
arbre de la nou vòmica
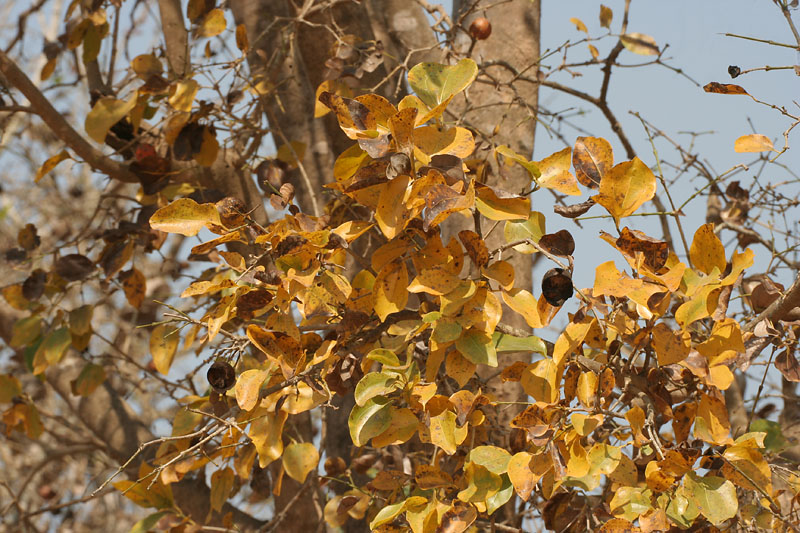
fulles